# Serafino I di Costantinopoli
Serafino I (in greco Σεραφείμ Α΄?; Acarnania, ... – monte Athos, ...; fl. XVIII secolo) è stato un arcivescovo ortodosso greco con cittadinanza ottomana, che ha ricoperto la carica di Patriarca ecumenico di Costantinopoli tra il 1733 e il 1734.

## Biografia
Serafino era originario della regione di Acarnania, in Grecia, e fu metropolita di Nicomedia prima di essere eletto patriarca.
Durante il suo patriarcato, Marco di Efeso fu proclamato santo e il governo ottomano fece pressione affinché il Patriarcato consegnasse ai cristiani armeni la Chiesa di Santa Maria della Fonte e il Santo Sepolcro. Serafino resistette alle pressioni, ma alla fine fu deposto nel settembre 1734 ed esiliato, prima sull'isola di Lemnos e poi sul Monte Athos, dove visse fino alla sua morte.